# Serra do Tiracambu
Serra do Tiracambu är ett högland i Brasilien.   Det ligger i delstaten Maranhão, i den nordöstra delen av landet, 1 400 km norr om huvudstaden Brasília.
I omgivningarna runt Serra do Tiracambu växer i huvudsak städsegrön lövskog. Trakten runt Serra do Tiracambu är nära nog obefolkad, med mindre än två invånare per kvadratkilometer.